# 石徳線
石徳線（せきとくせん）は河北省石家荘市から山東省徳州市を結ぶ中国国鉄の鉄道路線である。

## 概要
石家荘より東に向かい、河北省内の藁城、晋州、辛集、深州、衡水を経て山東省徳州に至る全長181.9kmの路線で、全線が北京鉄路局管轄である。
山西省の石炭を海外へ輸送する重要な路線であり、全線が複線電化（交流25 kV）されている。

## 歴史
- 1940年6月：着工
- 1941年2月：竣工
- 1975年3月：複線化工事開始
- 1982年12月11日：全線複線化完了
- 2006年8月31日：電化工事開始
- 2008年10月1日：電化完成

## 駅一覧

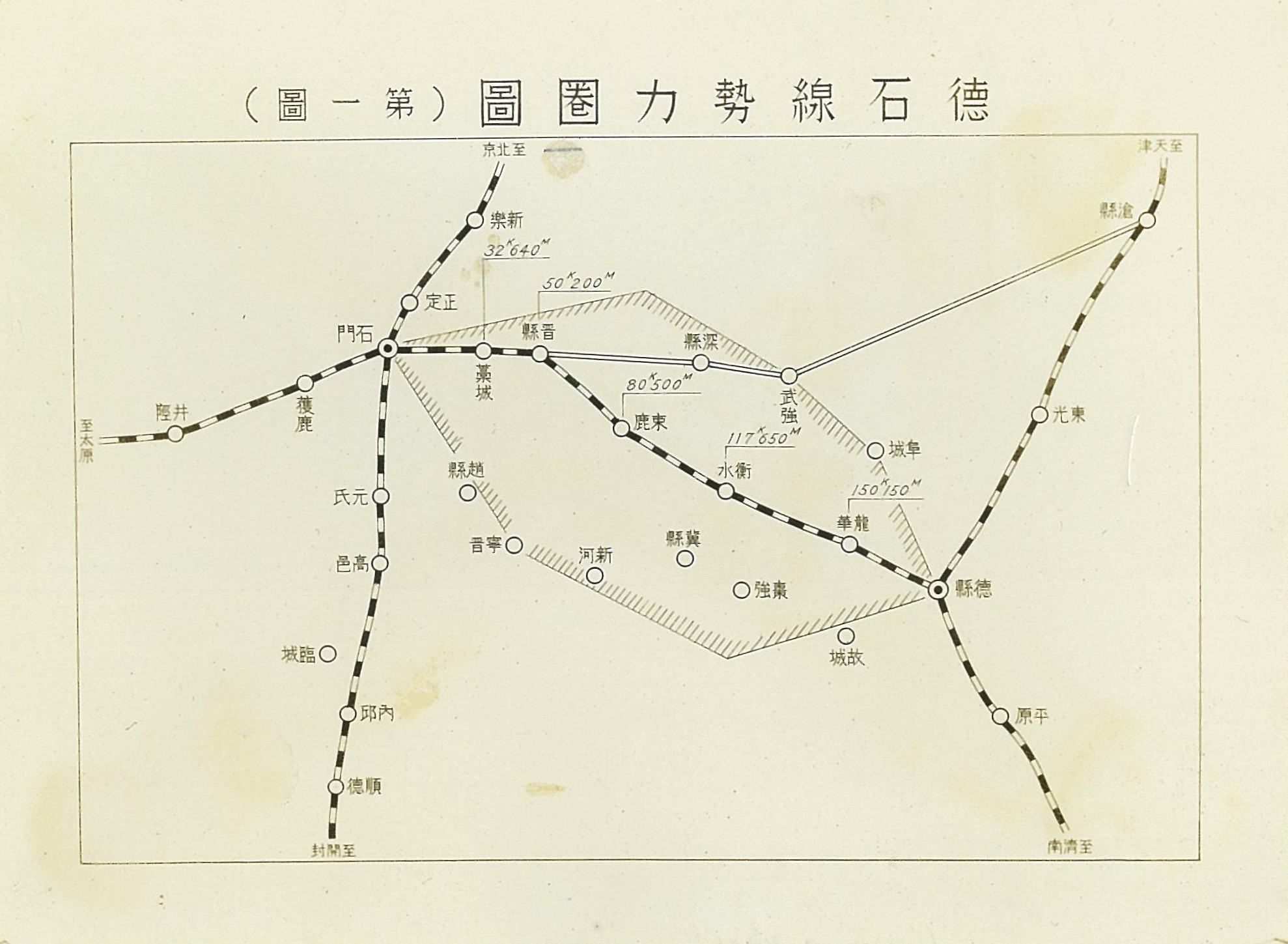
石徳線

石家荘 - 土賢庄 - 良村 - 藁城 - 賈村 - 晋州 - 馬於 - 辛集 - 束新 - 王家井 - 前磨頭 - 貢家台 - 衡水 - 清涼店 - 龍華 - 青蘭 - 王瞳 - 八里庄 - 徳州

## 接続路線
- 石家荘駅：京広線、石太線、石済旅客専用線
- 衡水駅：京九線
- 徳州駅：京滬線